# Dino Gregory
Dino Gregory Jr. (* 14. August 1989) ist ein US-amerikanischer Basketballspieler. Gregory spielt nach dem Studium in seinem Heimatland seit 2011 als Profi in Europa. Mit dem deutschen Erstligisten Phoenix Hagen erreichte er in der Basketball-Bundesliga 2012/13 erstmals in deren Vereinsgeschichte die Play-offs um die deutsche Meisterschaft. Dabei wurde er in dieser Saison bester Shotblocker der Liga mit 1,8 Blocks pro Spiel. Sein Vater gleichnamigen Namens stand ebenfalls vor einer Karriere als professioneller Basketballspieler, als er im NBA-Draft 1982 in der damaligen vierten Runde von den Washington Bullets ausgewählt wurde. Er absolvierte letztlich aber doch keinen Einsatz in der NBA.

## Karriere
Gregory ging in Baltimore am Mount St. Joseph College zur Schule und ging dann zum Studium an die University of Maryland, College Park im gleichen Bundesstaat. Dort spielte er ab 2007 für die Hochschulmannschaft Terrapins in der
Atlantic Coast Conference (ACC) der NCAA. In einer der spielstärksten Conferences der NCAA gehören die Terps zu den erfolgreicheren Mannschaften in der Vergangenheit, doch während Gregorys Spielzeit reichte es nicht zu einem Titel in der ACC. 2009 und 2010 konnte man sich trotzdem für die landesweite NCAA-Endrunde qualifizieren, in der man jeweils in der zweiten Runde ausschied. Für Gregory reichte es im Unterschied zu seinem ehemaligen Mannschaftskameraden Greivis Vásquez jedoch nach dem Ende seiner Collegezeit nicht zu einer Verpflichtung durch einen Klub aus der am höchsten dotierten Profiliga NBA.
Trotzdem begann Gregory 2011 eine Karriere als Profi und unterschrieb einen Vertrag in der Svenska Basketligan bei den Dragons aus Sundsvall. Der schwedische Meister und Titelverteidiger schied jedoch in den Play-offs um die Meisterschaft früh in der ersten Runde aus. Anschließend bekam Gregory einen Vertrag in der deutschen Basketball-Bundesliga, in der er mit Phoenix Hagen in der Saison 2012/13 erstmals nach deren Aufstieg 2009 in die höchste Spielklasse die Meisterschafts-Play-offs erreichte. Gregory konnte sich dabei als bester „Shotblocker“ der Liga mit 1,8 Blocks pro Spiel auch persönlich auszeichnen. In der ersten Runde der Play-offs schied man dann gegen den Titelverteidiger Brose Baskets in vier Spielen aus. Nach der erfolgreichen Spielzeit verlängerte Gregory seinen Vertrag in Hagen.